# Підмаренник напіводягнений
Підмаренник напіводягнений (Galium semiamictum) — вид квіткових рослин родини маренових (Rubiaceae).

## Біоморфологічна характеристика
Це багаторічна рослина 50–170 см заввишки. Стеблові листки по 5–11 у кільці, довгасті, 50 × 11 мм. Плоди 1.5 мм завдовжки.

## Поширення
Україна, пд.-євр. Росія.
В Україні вид зростає на узліссях дубових лісів, серед степових чагарників, а також на гранітних схилах під скелями — на сході Лівобережного Лісостепу та Степу, а також Донецькому кряжі